# الخنف (تعز)
الخنف هي إحدى صفات علاوي يتميز علاوي بصفة خنف و خنوفه في نفس الوقت عندها يجتمعون خنف و خنوفه يصبحان مخنف